# Filhós

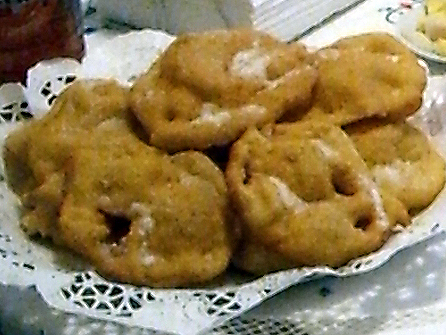
Egy tálca filhós

A filhós, vagy többes számban filhóses egy hagyományos karácsonyi édesség Portugáliában.
A filhós készítéséhez liszt, tojás, sütőtök, cukor és fahéj szükséges, valamint élesztő a tésztájához. Készítésekor a tojásokat felverik és a liszthez adják a pépesített, áttört sütőtökkel együtt, majd gombóccá vagy fánkká formálják. Amikor a fánkok megkeltek, olajban kisütik, majd tálaláskor megszórják porcukorral és fahéjjal. Hidegen fogyasztják.
Hasonló portugál karácsonyi édesség még a Sonho de Natal.

## Fordítás
Ez a szócikk részben vagy egészben  a   Filhós című angol Wikipédia-szócikk ezen változatának fordításán alapul.  Az eredeti cikk szerkesztőit annak laptörténete sorolja fel. Ez a jelzés csupán a megfogalmazás eredetét és a szerzői jogokat jelzi, nem szolgál a cikkben szereplő információk forrásmegjelöléseként.